# Станичное (Белгородская область)
Станичное — село в Алексеевском районе (городском округе, с 2018) Белгородской области, входит в состав Хрещатовского сельского поселения.

## Описание
Расположено в восточной части области, в 17 км к юго-западу от районного центра, города Алексеевки. 
| 1859 | 2002 | 2010 |
| ---- | ---- | ---- |
| 434  | ↘290 | ↘217 |

Улицы и переулки
| - ул. Медовая - ул. Молодежная - ул. Садовая - ул. Центральная |

## История
Упоминается в Памятной книжке Воронежской губернии за 1887 год как "хуторъ Станичный" Наголенской волости Бирюченского уезда. Число жителей обоего пола — 406, число дворов — 40.